# Tanga

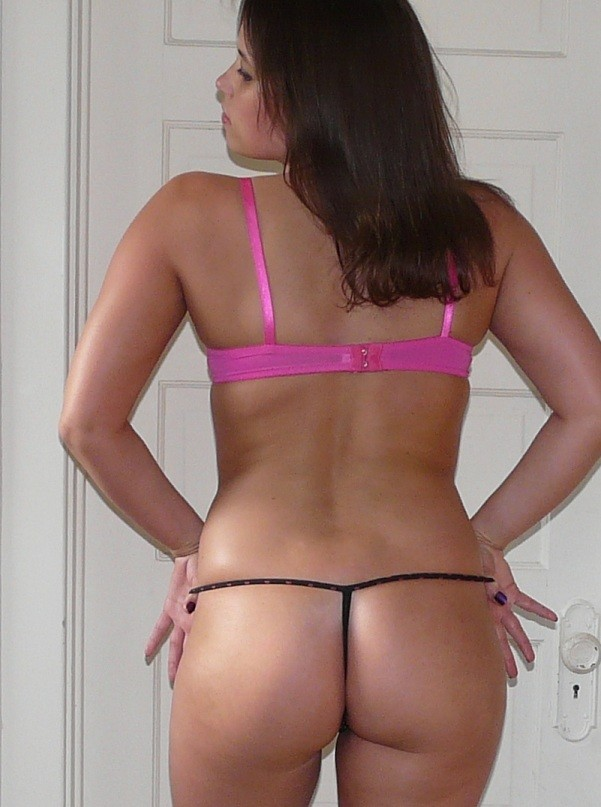
Egy lány tangában

Ez a szócikk az alsónadrágról szól, a tanga egyéb jelentéseit lásd: Tanga (egyértelműsítő lap)
A tanga a 20. század második felében megjelent alsóruhatípus.
Olyan alsónemű vagy bikinialsó, melynek hátulsó része – egy keskeny pánt – a farpofák közt helyezkedik el, szabadon hagyva a viselője ülepét. Lényegében csak a szeméremtestet fedi. Előnye, hogy nadrágon vagy szoknyán át nem látszik a körvonala.
Erotikus ruhadarabként, csábításhoz létezik a szeméremtestet nem fedő változata is.
Az ezredforduló környékén volt nagyon népszerű, és még mindig divatos darabnak számít.
Létezik női és férfi változata is, de csak a nők körében felkapott viselet. A férfiak körében nem számít elterjedt ruhadarabnak a tanga típusú alsónadrág, fürdőnadrág esetében is sokkal kisebb siker övezi, mint a női tangát.
Egyes divatszakkönyvek azt írják, hogy a tanga Brazíliából indult világhódító útjára[forrás?], más források az európai kabarészínházak ledér hölgyeinek tulajdonítják kiötlését, néhány szakértő pedig a prostituáltak öltözködési szokásaira vezeti vissza eredetét. Hogy mi az igazság, pontosan nem tudni, de az biztos, hogy Brazíliában már évtizedekkel korábban is viseltek tangát[forrás?], míg az Egyesült Államokban és Európában csupán 1981-től vált nagy divattá.
Az Egyesült Államokban 1939-ben mutatták be az első frivol ruhadarabot a New York-i világkiállításon, amikor a város polgármestere, Fiorello La Guardia felszólította a fellépő meztelen táncosnőket, hogy fedjék el intim testrészeiket. A tanga tökéletesen megfelelt a célnak.
Louis Réard 1946. július 18-án mutatta be Párizsban az első tangát. A férfi változat megjelenésére 1974-ig kellett várni: ennek megalkotója az amerikai Rudi Gernreich volt. 1981 után kezdett általánosan elterjedni: ekkor vette fel Frederick Mellinger kaliforniai fehérneműboltja, a Frederick’s of Hollywood árukínálatába a tangát. Egy évvel később a híres Victoria’s Secret cég már gyártani és forgalmazni kezdte saját tervezésű darabjait.
Tangatípusok formájuk szerint:
- G-String: a legvékonyabb modell, egyetlen, vékony pánttal
- Tanga: 2–3 cm vastag a hátsón futó pánt, ami derék felé enyhén kiszélesedik
- V-String: egy icipicit vastagabb a pánt, mint a G-String-nél
- T-back: a pántok T formát képeznek
- Asa Delta: a derékon futó pánt szélesebb (Brazíliában ez a típus a legkeresettebb)